# 岐阜県道383号日吉釜戸線
岐阜県道383号日吉釜戸線（ぎふけんどう383ごう ひよしかまどせん）は、岐阜県瑞浪市を通る一般県道である。

## 概要
岐阜県瑞浪市日吉町の岐阜県道352号大西瑞浪線交点が起点。起点より北東に進み、途中から南東方向に方向を変える。細い山道を進み、中央自動車道の高架をくぐるとすぐの同市釜戸町の国道19号交点が終点。江戸時代以降栄えた、下街道沿いの釜戸と中山道御嶽宿を結ぶ旧中街道の一部とほぼ一致している。

### 路線データ
- 始点：岐阜県瑞浪市日吉町（岐阜県道352号大西瑞浪線交点）
- 終点：岐阜県瑞浪市釜戸町（国道19号交点）
- 総延長：4.389 km

## 地理
終点付近に土岐川（庄内川水系本流）が流れる。

### 通過する自治体
- 岐阜県
  - 瑞浪市

### 接続路線
- 岐阜県道352号大西瑞浪線（瑞浪市日吉町）
- 国道19号（瑞浪市釜戸町）

### 周辺
- 瑞浪市役所日吉コミュニティーセンター
- 屏風山パーキングエリア上り線（中央自動車道）
- 白狐温泉